# 96205 Ararat
96205 Ararat este o planetă minoră (asteroid) din centura de asteroizi. A fost descoperită pe 24 septembrie 1992 la Thüringer Landessternwarte Tautenburg⁠(d) de Freimut Börngen și a fost numită după Ararat. 
Obiectul prezintă o orbită caracterizată de o semiaxă mare de 2,4119935 km, o excentricitate de 0,19034302, o înclinație de 2,530909 ° în raport cu ecliptica.